# Joel Glazer
Joel Glazer (Florida, 1970) é um empresário estadounidense e o atual presidente e dono do clube de futebol inglês Manchester United FC. Malcolm Glazer, ex-dono do clube, era seu pai.